# Халкидон (дим)
Халкидон (греч. Δήμος Χαλκηδόνος) — община (дим) в Греции. Административно относится к периферийной единице Салоники в периферии Центральная Македония. Население 33 673 человек по переписи 2011 года. Площадь 390,294 квадратного километра. Плотность 86,02 человека на квадратный километр. Административный центр — Куфалия, исторический центр — Ефира. Димархом на местных выборах 2019 года избран Ставрос Анагностопулос (Σταύρος Αναγνωστόπουλος).
Община Халкидон создана в 1997 году (ΦΕΚ 244Α). В 2010 году (ΦΕΚ 87Α) по программе «Калликратис» к общине Халкидон присоединены упразднённые общины Айос-Атанасиос и Куфалия.